# Aeronauta białogardły
Aeronauta białogardły (Aeronautes saxatalis) – gatunek ptaka z rodziny jerzykowatych (Apodidae).
WyglądDługość ciała 15–18 cm. Kontrastowe, czarno-białe upierzenie. Maska, gardło i górna część piersi białe. Barwa biała ciągnie się przez sam środek brzucha. Za nasadą skrzydeł, na bokach, widoczne białe plamy; na skrzydle biały pasek utworzony przez końcówki lotek II rzędu. Reszta ciała czarna. Ogon ma lekko rozwidlony.
Zasięg, środowiskoSkaliste urwiska zachodnich gór, pustynne wąwozy od środkowo-zachodniej części Ameryki Północnej po Amerykę Centralną. Populacje z północy zasięgu na zimę migrują na południe.
PodgatunkiWyróżnia się dwa podgatunki A. saxatalis:
- A. s. saxatalis (Woodhouse, 1853) – od południowo-zachodniej Kanady do zachodniego Meksyku
- A. s. nigrior Dickey & van Rossem, 1928 – południowy Meksyk do środkowego Hondurasu

StatusMiędzynarodowa Unia Ochrony Przyrody (IUCN) uznaje aeronautę białogardłego za gatunek najmniejszej troski (LC – Least Concern). Liczebność populacji lęgowej, według szacunków organizacji Partners in Flight z 2022 roku, to około 3,2 miliona osobników. Globalny trend liczebności uznawany jest za lekko spadkowy.